# NGC 3919
NGC 3919 é uma galáxia elíptica (E) localizada na direcção da constelação de Leo. Possui uma declinação de +20° 00' 56" e uma ascensão recta de 11 horas, 50 minutos e 41,5 segundos.
A galáxia NGC 3919 foi descoberta em 6 de Abril de 1864 por Heinrich Louis d'Arrest.